# 玉川公祠
玉川公祠位於四川省自貢市高新區板倉街尖山社區，坐西北向東南，由鹽商王郎雲于清同治十二年（1873）修建，是自流井王三畏堂的祠堂，占地面積約1700平方公尺。整體建築包括玉川公祠和承德堂兩座院落，四合院佈局，磚木結構，穿斗式梁架，小青瓦屋面，硬山、懸山式屋頂，四周以山牆、封火牆環繞與銜接。玉川公祠為二進院，由門廳、二門、正殿、左右廂房、後院、柴房、偏房等組成；承德堂為二進院，由門廳、二門、正殿、左右廂房、側院、前花廳、柴房、偏房等組成。柱礎上的動物石雕及斗拱、額材、襯枋上的木雕分佈於整個建築，雕刻精美。玉川公祠是四川省現存宗祠建築中的上乘之作，是研究四川鹽業史、鹽商家族史、鹽文化與宗祠文化彌足珍貴的實證物，具有很高的歷史價值、藝術價值、科學價值。2009年，王川公祠被自貢市人民政府公佈為市級文物保護單位。2012年7月16日公佈為第八批四川省文物保護單位。2019年10月7日公布为第八批全国重点文物保护单位。